# Södra skäret (öster Simskäla, Vårdö, Åland)
Södra skäret är en ö i Åland (Finland). Det ligger i Skärgårdshavet och i kommunen Vårdö i landskapet Åland, i den sydvästra delen av landet. Ön ligger omkring 42 kilometer nordöst om Mariehamn och omkring 250 kilometer väster om Helsingfors.
Öns area är 7,5 hektar och dess största längd är 0,6 kilometer i öst-västlig riktning.